# Alida van den Bos
Alida Johanna van den Bos (Amesterdã, 18 de janeiro de 1902 – Amesterdã, 16 de julho de 2003) foi uma ginasta neerlandesa que conquistou a medalha de ouro por equipes nas Olimpíadas de 1928 e, em 2000, foi agraciada com a Ordem Olímpica.

## Biografia
Alida van den Bos nasceu em Amsterdã, em 18 de janeiro de 1902. Começou sua carreira na ginástica em 1918, aos 16 anos, e tornou-se membro do clube DOK. Avançando rapidamente, foi logo selecionada para a equipe nacional dos Países Baixos, com a qual conquistou a medalha de ouro nos Jogos Olímpicos de 1928.
Van den Bos foi uma das poucas daquela equipe a não ser vítima dos campos de concentração nazistas durante a Segunda Guerra Mundial. Em 2000, recebeu a Ordem Olímpica e, dois anos depois, foi homenageada pelo Comitê Olímpico dos Países Baixos com um buquê de 100 rosas vermelhas em seu centenário. Faleceu em 16 de julho de 2003.